# Jon Jon Briones
Jon Jon Briones, pseudonimo di Ernesto Cloma Briones Jr (Quezon City, 7 agosto 1965), è un attore e cantante filippino naturalizzato statunitense, noto soprattutto come interprete di musical.

## Biografia
Terzo di cinque fratelli, Jon Jon Briones cresce a Manila. Nel 1989 si trasferisce a Londra dopo essere stato selezionato nelle Filippine per far parte del cast della produzione originale del musical di Claude-Michel Schönberg e Alain Boublil Miss Saigon, con Jonathan Pryce, Lea Salonga e Simon Bowman. In seguito, Jon Jon ha interpretato l'Ingegnere, l'antagonista di Miss Saigon, nella produzione tedesca, nel tour statunitense, nel tour asiatico, nella produzione filippina, a Londra e nel tour inglese (2005-2006) del musical. Nel 2012 lavora nuovamente con Lea Salonga nella produzione originale di San Diego del musical di George Takei Allegiance.
Nel 2014 torna sulle scene del West End per interpretare l'Ingegnere nella nuova produzione di Miss Saigon prodotta da Cameron Mackintosh, con Alistair Brammer, Eva Noblezada e Tanya Manalang; per la sua performance, Jon Jon Briones vince il Whatsonstage Award e viene candidato al Laurence Olivier Award al miglior attore protagonista in un musical, senza vincerlo. Nel 2017 interpreta nuovamente la parte a Broadway. Ha recitato in numerose produzioni di musical in scena a Los Angeles, tra cui A Little Night Music, Les Misérables, Into the Woods, Ragtime, La Cage aux Folles (musical) e Little Shop of Horrors.

## Vita privata
Vive a Los Angeles con la moglie Megan Johnson e i due figli, Isa e Teo.

## Filmografia parziale

### Cinema
- Demeter - Il risveglio di Dracula (The Last Voyage of the Demeter), regia di André Øvredal (2023)

### Televisione
- Las Vegas - serie TV, 2 episodi (2003-2004)
- Moonlighting - serie TV, 1 episodio (2007)
- Sons of Anarchy - serie TV, 1 episodio (2008)
- Detective Monk - serie TV, 1 episodio (2009)
- Miami Medical - serie TV, 1 episodio (2010)
- Law & Order: LA - serie TV, 1 episodio (2010)
- Southland - serie TV, 1 episodio (2011)
- The Mentalist - serie TV, 1 episodio (2013)
- Bones - serie TV, 1 episodio (2014)
- Criminal Minds: Beyond Borders - serie TV, 1 episodio (2017)
- American Crime Story - serie TV, 2 episodi (2018)
- Designated Survivor - serie TV, 1 episodio (2018)
- American Horror Story - serie TV, 3 episodi (2018)
- Ratched – serie TV (2020)
- Star Trek: Picard - serie TV, episodio 2x02 (2022)

## Doppiatori italiani
Nelle versioni in italiano delle opere in cui ha recitato, Jon Jon Briones è stato doppiato da:
- Fabrizio Vidale in American Crime Story, Class of '09
- Riccardo Scarafoni in American Horror Story
- Sergio Lucchetti in All Rise
- Stefano Miceli in Better Things
- Simone D'Andrea in Ratched